# Lillsjön (Regna socken, Östergötland, 652861-149758)
Lillsjön är en sjö i Finspångs kommun i Östergötland och ingår i Nyköpingsåns huvudavrinningsområde. Sjön har en area på 0,278 kvadratkilometer och ligger 51,3 meter över havet.

## Delavrinningsområde
Lillsjön ingår i det delavrinningsområde (653001-149961) som SMHI kallar för Utloppet av Regnaren. Medelhöjden är 62 meter över havet och ytan är 41,87 kvadratkilometer. Räknas de 8 avrinningsområdena uppströms in blir den ackumulerade arean 213,63 kvadratkilometer. Bokvarnsån (Svarttorpsån) som avvattnar avrinningsområdet har biflödesordning 2, vilket innebär att vattnet flödar genom totalt 2 vattendrag innan det når havet efter 105 kilometer. Avrinningsområdet består mestadels av skog (59 procent) och jordbruk (12 procent). Avrinningsområdet har 9,09 kvadratkilometer vattenytor vilket ger det en sjöprocent på 21,7 procent.